# B. V. Radha
Bengaluru Vijaya Radha (Bangalore, 15 de agosto de 1948-Bangalore, 10 de septiembre de 2017), conocida como B. V. Radha, fue una actriz y productora de cine india. Apareció en más de 300 películas, 250 en Kannada y el resto en Tamil, Telugu, Malayalam, Tulu y Hindi.
Radha nació como Rajalakshmi en 1948 en una familia de granjeros. Dejó la escuela para convertirse en actriz. Comenzó su carrera en 1964 con el film Navakoti Narayana en el que Rajkumar hizo el papel principal. Sus papeles principales fue el de Thazampoo en 1966. Actuó junto a actores insignes de la época de los 60 y 70 como M.G. Ramachandran, Sivaji Ganesan, N. T. Rama Rao, Gemini Ganesan, Akkineni Nageswara Rao y Jaishankar.
Se casó con el director K. S. L. Swamy. Después de su carrera en el cine, se asoció con el teatro, realizando obras con su compañía, Natavranda. Por su contribución al teatro y al cine, Radha fue premiada por el Premio Kanaka Ratna en Kaginele Kanaka Guru Peetha en 2010.

## Filmografía

### Kannada
- Navakoti Narayana (1964)
- Thoogudeepa (1966)
- Premamayi (1966)
- Kiladi Ranga (1966)
- Deva Maanava (1966)
- Rajadurgada Rahasya (1967)
- Onde Balliya Hoogalu (1967)
- Manasiddare Marga (1967)
- Lagna Pathrike (1967)
- Simha Swapna (1968) as Menaka
- Manku Dinne (1968)
- Manassakshi (1968)
- Hannele Chiguridaga (1968)
- Gandhinagara (1968)
- Bhagyada Bagilu (1968)
- Bhagya Devathe (1968)
- Bangalore Mail (1968)
- Bedi Bandavalu (1968)
- Attegondu Kaala Sosegondu Kaala (1968)
- Mukunda Chandra (1969)
- Mayor Muthanna (1969)
- Makkale Manege Manikya (1969)
- Choori Chikkanna (1969)
- Bhale Raja (1969)
- Rangamahal Rahasya (1970) como Miss Sheela
- Namma Mane (1970)
- Mooru Muttugalu (1970)
- Modala Rathri (1970)
- Lakshmi Saraswathi (1970)
- Gejje Pooje (1970)
- Bhale Jodi (1970)
- Arishina Kumkuma (1970)
- Anireekshitha (1970)
- Aaru Mooru Ombathu (1970)
- Bhale Adrushtavo Adrushta (1970)
- Anugraha (1970)
- Amarabharathi (1971)
- Anugraha (1971)
- Naguva Hoovu (1971)
- Bangaarada Manushya (1972)
- Kranti Veera (1972)
- Yaava Janmada Maitri (1972)
- Nanda Gokula (1972)
- Jwala Mohini (1973)
- CID 72 (1973)
- Devaru Kotta Thangi (1973)
- Mahadeshwara Pooja Phala (1974)
- Shubhamangala (1975)
- Mane Belaku (1975)
- Banashankari (1977)
- Mugdha Manava (1977)
- Pavana Ganga (1977)
- Nagara Hole (1977)
- Vamsha Jyothi (1978)...Girija
- Muthaide Bhagya (1983)
- Chinna (1994 film) (1994)
- Ibbara Naduve Muddina Aata (1996)
- Cheluva (1997)
- Kalavida (1997)
- Simhada Mari (1997)
- Thutta Mutta (1998)
- Hoomale (1998)
- Gadibidi Krishna (1998)
- Snehaloka (1999)
- Partha (2003)
- Ajju (2004)
- Thandege Thakka Maga (2006)

### Tamil: acreditada como Kumari Radha
- Needhikkuppin Paasam (1963) como Jaya
- Thazhampoo (1965) como Kaveri
- Yaar Nee? (1966) como Rama
- Kathal Paduthum Padu (1966)
- Kadhalithal Podhuma (1967) como hermana de Manju
- Naan (1967)
- Naan Yaar Theriyuma (1967)
- Pen Endral Pen (1967)
- Rajathi (1967)
- Sundharamoorthi Nayanar (1967)
- Nimirndhu Nil (1968)
- Sathiyam Thavaradhey (1968)
- Neeyum Naanum (1968)
- Ponnu Mappillai (1969)
- Thanga Surangam (1969)
- CID Shankar (1970) as Rama

### Telugu
- Aame Evaru? (1966)

### Malayalam: acreditada como Kumari Radha
- Bhakta Kuchela (1961) as Dancer